# فراغول زرد

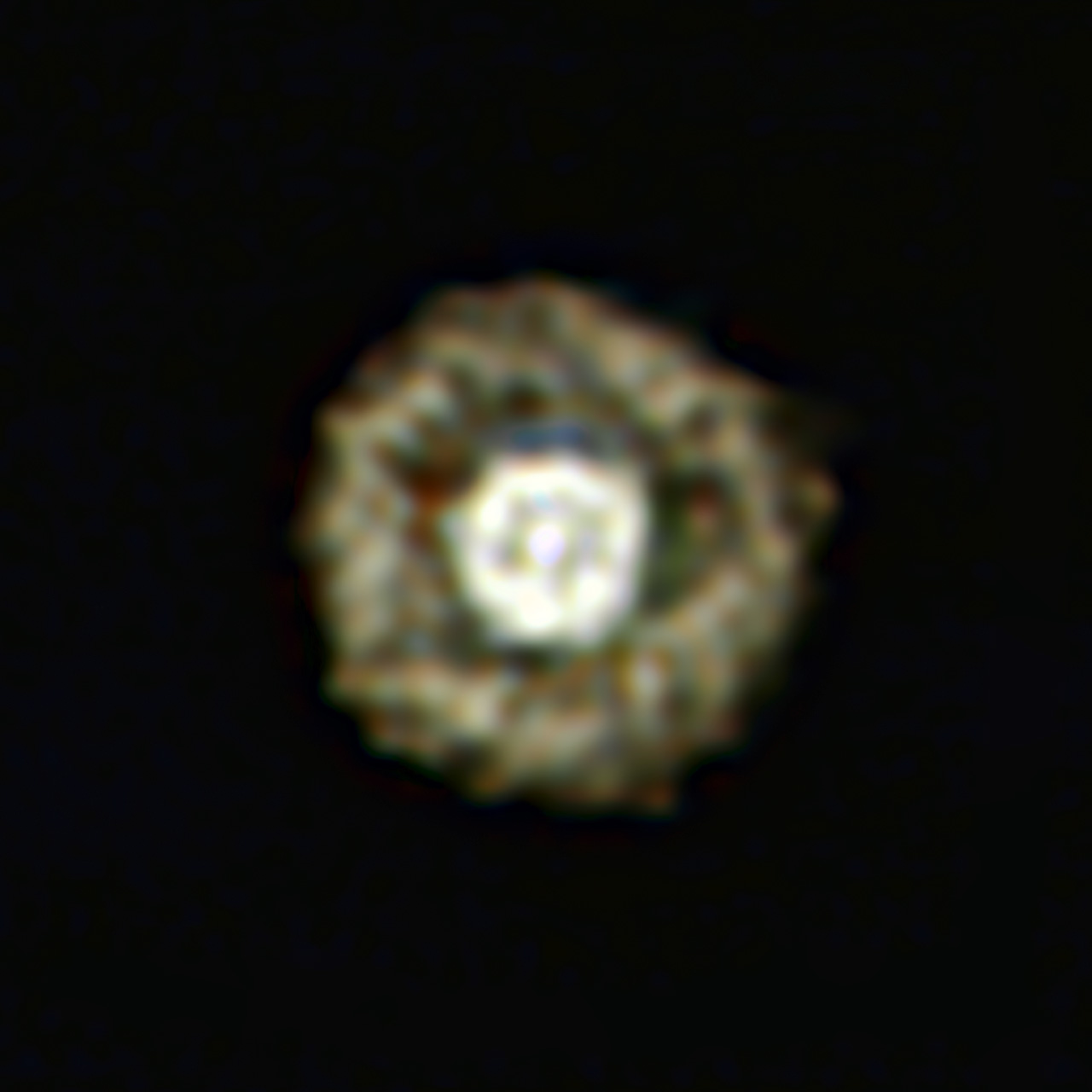
نمایی از «IRAS 17163-3907» یک‌فراغول زرد که به وضوح مواد بیرون رانده‌شده را نشان می‌دهد و احتمالاً همه ابرغول‌های زرد را احاطه نموده‌است. تصویربرداری‌شده توسط تلسکوپ بسیار بزرگ

فراغول زرد (به انگلیسی: Yellow Hypergiant) عموماً به ستارگان پرجرم فراغولی گفته می‌شود که جوی حجیم دارند. فراغول‌های زرد می‌توانند در رده‌های طیفی از A تا K قرار داشته باشند. رو ذات الکرسی در صورت فلکی ذات الکرسی یک فراغول زرد است.